# سوني إكسبيريا جو
سوني اكسبيريا جو (بالإنجليزية: Sony Xperia Go)‏ هو هاتف ذكي من سوني موبايل كوميونيكيشنز يعمل بنظام أندرويد، تم طرحه في الأسواق في 2012.

## الخصائص
- نظام التشغيل: أندرويد
- الشاشة: 480×320
- الوزن: 110 غرام
- الذاكرة: 512 ميجابايت
- التخزين: 8 جيجابايت